# 피셔 스티븐스
피셔 스티븐스(Fisher Stevens, 1963년 11월 27일 ~ )는 미국의 배우이자 영화 감독이다.
최근 제작활동으로는 멋진 녀석들 (2012년 작)이 있다.

## 출연 작품
- 해커즈
- 헤일, 시저!
- 개들의 섬
- 머더리스 브루클린
- 애스터로이드 시티 - 탐정 1 역

## 감독
- 앤드 위 고 그린 (다큐멘터리)
- 파머